# Malga Prà da Giovo
Malga Prà da Giovo o Malga Spora Piccola è un bivacco situato nel comune di Sporminore, in Provincia di Trento, a 1543 m. È situata nel versante orientale del Sottogruppo della Campa, nel Gruppo di Brenta. Fa parte del territorio del Parco naturale Adamello Brenta.

## Descrizione
Il bivacco è di proprietà del Comune di Sporminore, che lo ha ristrutturato tra il 2013 e il 2014. Ha 16 posti letto, materassi, coperte, tavolo, panca e stufa. La stalla invece non è più utilizzata.

## Accessi
- Da Sporminore, oltrepassando i ruderi di Castel Sporo, si raggiunge il Bus dela Spia (630 m), dove termina la strada con libera circolazione. Da qui si sale seguendo la strada forestale. (Ore: 2.30).[2]

## Ascensioni
- Monte Bedole (2268 m).
- Cima Palon (2414 m), con cordino metallico e una Madonnina incassata nella parete rocciosa. Da qui è visibile verso ovest il Croz del Re (2505 m).